# Orguse (Väike-Maarja)
Orguse – wieś w Estonii, w prowincji Virumaa Zachodnia, w gminie Väike-Maarja.